# Schloßberg (Höchstädt)
Der Schloßberg (605 m ü. NN) liegt unmittelbar nördlich der Gemeinde Höchstädt im Fichtelgebirge (Landkreis Wunsiedel, Bayern).
Seine höchste Erhebung besteht aus dunkelfarbigem Rhyolith. Im nördlichen Bereich befinden sich Sportplätze und eine Gemeindehalle mit Gaststätte, 300 Meter westlich eine Kläranlage. Von der Bergspitze hat man einen Blick zur Burg Thierstein.

## Name
Der Bergname Schloßberg, in der Bevölkerung Schloßhübel genannt, hat seinen Ursprung von einem ehemaligen Schloss in Unterhöchstädt.

## Landkarten
- Topografische Karte des Bayer. Landesvermessungsamtes Nr. 5838 Selb
- Wanderkarte Fritsch Nr. 106 Selb/Schönwald, 1:35.000